# Espitridates (sàtrapa)
Espitridates (en llatí Spithridates, en grec antic Σπιθριδάτης) era un sàtrapa persa de Lídia i de Jònia sota el rei Darios III de Pèrsia.
Va rebre el govern de la satrapia cap a l'any 350 aC. Era un dels comandants perses a la batalla del Grànic l'any 334 aC. Quan estava a punt d'atacar per l'esquena amb l'espasa a Alexandre el Gran, Clit Meles li va tallar el braç, segons diu Flavi Arrià.
Diodor de Sicília li dona el nom de Spithrobates, i sembla que el confon amb Mitridates, el gendre de Darios. A més, allò que Flavi Arrià explica sobre Espitridates, Diodor ho atribueix al seu germà Rèsaces (Ῥοισάκης), que va morir de la mà d'Alexandre.